# Нежевка (Червенский район)
Нежевка (бел. Нежаўка) — деревня в Червенском районе Минской области. Входит в состав Валевачского сельсовета.

## Географическое положение
Находится примерно в 22 км к северо-западу от райцентра и в 51 км от Минска, в 25 километрах от железнодорожной станции Смолевичи, на реке Гать.

## История
Населённый пункт известен в ВКЛ с середины XVIII века, когда принадлежал виленскому епископу Игнатию Масальскому. В результате II раздела Речи Посполитой 1793 года вошёл в состав Российской Империи. На 1795 год деревня в составе Игуменского уезда Минской губернии, здесь насчитывалось 19 дворов, проживали 187 человек, имелись деревянная униатская каплица, мельница и корчма. В середине XIX века деревня входила в состав имения Рудня Чёрная, принадлежавшего помещику Ф. Верентке. Согласно переписи населения Российской империи 1897 года входила в состав Гребёнской волости, здесь было 75 (76) дворов, проживали 459 человек, функционировали водяная мельница, православная церковь, корчма, питейное заведение. Вблизи деревни располагался одноименный фольварок, где был 1 двор и 15 жителей, и усадьба в 1 двор, где было 11 жителей. На начало XX века в деревне насчитывалось 78 дворов и 507 жителей, функционировала церковно-приходская школа, где на 1910 год учились 20 мальчиков. На 1917 год 49 дворов, где жили 436 человек. С февраля по декабрь 1918 года деревня была оккупирована немцами, с августа 1919 года — поляками. Во время боёв с польскими интервентами в районе Нежевки в 1920 году погибли красноармейцы, которые были похоронены в братской могиле вблизи деревни. Освобождена в июле 1920 года. В 1925 году на братской могиле поставлен памятник-обелиск. 20 августа 1924 года деревня вошла в состав вновь образованного Гребёнского сельсовета Червенского района Минского округа (с 20 февраля 1938 — Минской области). Согласно Переписи населения СССР 1926 года в деревне было 86 дворов, проживали 500 человек, рядом располагался одноименный хутор в 8 дворов, где было 39 жителей. В 1929 году в Нежевке организован колхоз «Профинтерн», на 1932 год в его состав входили 60 крестьянских хозяйств. В период Великой Отечественной войны деревня была оккупирована немцами в начале июля 1941 года. Здесь развернулись ожесточённые бои, многие партизаны и красноармейцы погибли и были похоронены в братской могиле. 32 жителя деревни погибли на фронте. Освобождена в начале июля 1944 года. 16 июля 1954 года в связи с упразднением Гребёнского сельсовета деревня передана в Валевачский сельсовет. На 1960 год в деревне 517 жителей, ещё 30 жителей было в одноименном посёлке. В 1966 году деревня и посёлок объединены в один населённый пункт. В 1975 году на братской могиле партизан и советских солдат, погибших в годы ВОВ, поставлен памятник-обелиск. В 1980-е деревня относилась к совхозу «Искра». По итогам переписи населения Белоруссии 1997 года в деревне насчитывалось 86 домов и 168 жителей, в этот период здесь работали животноводческая ферма и магазин. На 2013 год 40 круглогодично жилых домов, 68 постоянных жителей.

## Население
- 1795 — 19 дворов, 187 жителей
- 1897 — 75 (76) дворов, 459 жителей
- начало XX века — 78 дворов, 507 жителей
- 1917 — 69 дворов, 436 жителей
- 1926 — 94 двора, 539 жителей (деревня + хутор)
- 1960 — 547 жителей (деревня + посёлок)
- 1997 — 86 дворов, 168 жителей
- 2013 — 40 дворов, 68 жителей